# Sollenkroka
Sollenkroka är en ort på Vindö, i Värmdö kommun i Stockholms skärgård. Från 2015 avgränsar SCB här en småort.
Orten har en liten hamn dit Vaxholmsbåtar anländer året om. Många av de som har hus på någon av öarna utanför Sollenkroka byter här transportsätt från buss eller bil till egen båt eller Waxholmsbåt. Vid hamnen finns en liten bensinmack och en småbåtshamn. SL trafikerar Sollenkroka med bussar som utgår från Slussen i centrala Stockholm. Det finns även en båtramp, för sjösättning av mindre fritidsbåtar, som får användas fritt av allmänheten.

## Bilder
|  |  |